# Retrato de mujer como virgen sabia
El Retrato de mujer como virgen sabia es un óleo sobre tabla de 53,4 x 46,2 cm de Sebastiano del Piombo, una de sus obras más conocidas, de hacia 1510 y conservado en la Galería Nacional de Arte de Washington.

## Historia
La obra es referida a 1510 aproximadamente sobre la base de la similitud de la modelo con la Magdalena en el Retablo de San Juan Crisóstomo, pintado por el joven Sebastiano del Piombo en esos años. Con un vestido prácticamente idéntico, la joven aparece también en la Salomé con la cabeza del Bautista, en la National Gallery de Londres. Podría tratarse de la amante del pintor en ese momento.
La obra se encontraba en Amberes en 1650. Llegada a Londres, se encontraba en las colecciones de Edward White en 1870, de las cuales pasó a través de una subasta en Christie's y la intermediación de Colnaghi a sir Francis Cook, que la colgó en su residencia de Doughty House en Richmond upon Thames. Después de cuatro generaciones, sus descendientes la vendieron en 1947 a la fundación de Samuel H. Kress, que luego la donó al museo estadounidense en 1952.

## Descripción y estilo
Retratada a media figura, con el busto de tres cuartos hacia la derecha y la cabeza girada en cambio hacia la izquierda, la joven muestra en primer plano el brazo, desnudo hasta el codo, con el cual sostiene una lámpara apagada, probable alusión a la parábola evangélica de las vírgenes sabias y las vírgenes necias y pretexto para dar un trasfondo de alegoría religiosa al retrato. La figura presenta una exacta caracterización, así como el estudio de la luz sobre la manga de raso azul y sus pliegues, o sobre la de la camisa blanca recogida sobre la manga del vestido, todo realzado por el fondo oscuro liso, derivado de los retratos de Giorgione. Joven, bella pero con alguna imperfección, de mirada tranquila que trasluce cierta timidez, su figura parece inspirarse en las realizaciones de esos años de Giorgione y Tiziano, pero se distingue de estas por una vena de más fresco realismo y menor idealización.